# Чишма-Каран
Чишма-Каран (баш. Шишмә-Ҡаран) — деревня в Чекмагушевском районе Республики Башкортостан Российской Федерации. Входит в состав Новобалтачевского сельсовета. 

## География

### Географическое положение
Расстояние до:
- районного центра (Чекмагуш): 30 км,
- ближайшей ж/д станции (Буздяк): 75 км.

## Население
| 2002 | 2009 | 2010 |
| ---- | ---- | ---- |
| 40   | ↘28  | →28  |

Национальный состав
Согласно переписи 2002 года, преобладающие национальности — татары (60 %), башкиры (40 %).